# Ototake Iwazō

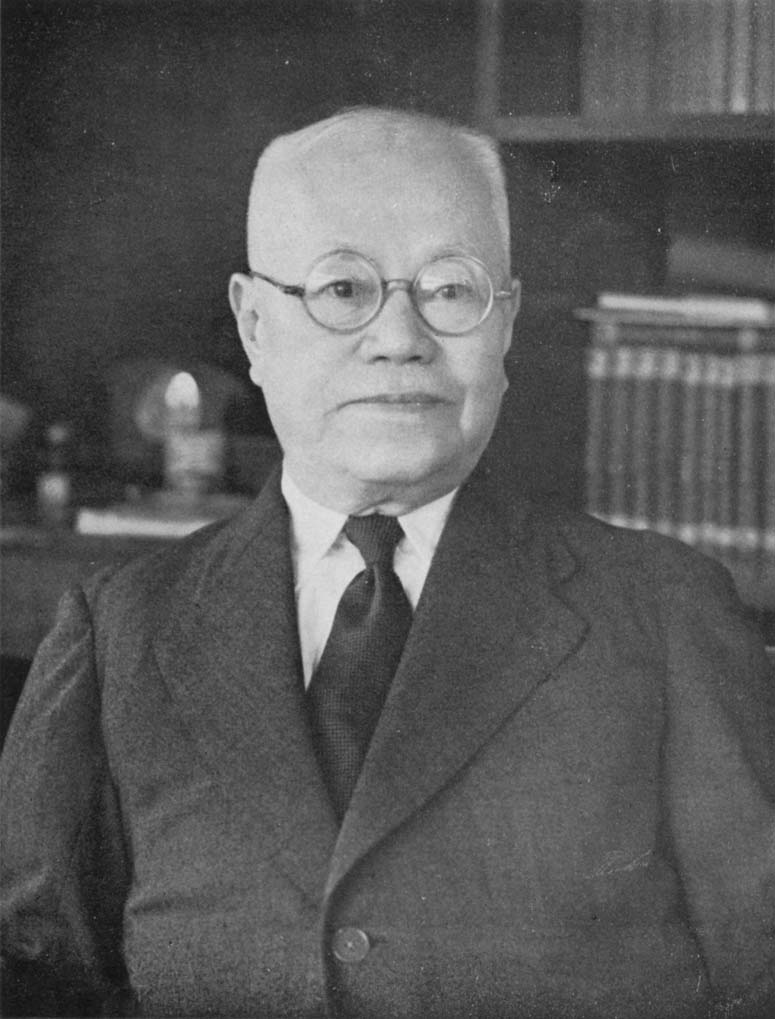
Ototake Iwazō

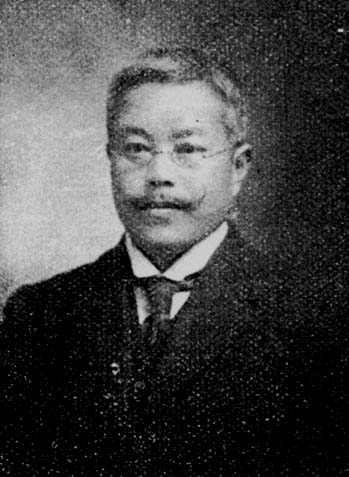
Ototake Iwazō

Ototake Iwazō (japanisch 乙竹 岩造; geboren 29. September 1875 in Iga (Präfektur Mie); gestorben 17. Juni 1953 in Tokio) war ein japanischer Pädagoge.

## Leben und Wirken
Ototake Iwazō machte 1899 seinen Abschluss an der „Höheren pädagogischen Lehranstalt Tokyo“ (東京高等師範学校, Tōkyō kōtō shihan gakkō) und wurde dort sofort Assistenzprofessor und Ausbilder für das Lehramt. Während dieser Zeit arbeitete er mit Hiraide Kōjirō (平出 鏗二郎; 1869–1911) und Yoshida Kumaji (吉田 熊次; 1874–1964) zusammen, um ein Grundschulbildungsbuch zu entwerfen. Er arbeitete auch mit Haga Yaichi (1867–1927) und anderen zusammen, um die „Staatlichen Lehrbücher“ (国定教科書, Kokutei kyōka-sho) zusammenzustellen. Außerdem veröffentlichte Ototake „Leitlinien für die Grundschullehrerausbildung“´(小学校教授訓練提要, Shōgakkō kyōju kunren teiyō).
1903 wurde Ototake zum Seniorprofessor ernannt. Im selben Jahr reiste er ins Ausland, um an den Universitäten Berlin, Jena, Leipzig, Paris und Cambridge zu studieren. Nach seiner Rückkehr nach Japan wirkte er vorübergehend als Schulinspektor des Kultusministeriums, wurde aber 1908 Lehrer an der „Höheren pädagogischen Lehranstalt Tokyo“. 1929 wurde er Professor an der Universität „Tōkyō bunrika daigaku“ (東京文理科大学), die ihn später als „Meiyo Kyōju“ verabschiedete.
Ototake hinterließ zahlreiche Veröffentlichungen, darunter „Jikken kyōiku“ (実験教育学) – „Experimentelle Pädagogik“ und „Shin kyōiku-hō“ (新教授法) – „Neue Lehrmethoden“. In der Taishō-Zeit beschäftigte er sich mit Georg Kerschensteiner und Kulturpädagogik. Seine größte Leistung war 1929 die dreibändige „History of Education for Commoners in Japan“ (日本庶民教育史).